# Bonny Light Horseman
Bonny Light Horseman — американський фолк-гурт. 
У січні 2020 року гурт випустив дебютний однойменний альбом.
Їхній другий альбом, Rolling Golden Holy, вийшов у жовтні 2022 року.

## Історія
Учасники гурту вперше зібрався на фестивалі Eaux Claires, у 2018 році, на запрошення співзасновників фестивалю Джастіна Вернона (Justin Vernon) з гурту Bon Iver і Аарона Десснера (Aaron Dessner) з гурту The National. На ранніх сесіях перед виступом тріо вирішило сформувати гурт в більш офіційній якості.
Їхній однойменний дебютний альбом вийшов 25 січня 2020 року. Альбом містить традиційні британські народні пісні та оригінальний матеріал. Згодом альбом був номінований на премію "Греммі" як найкращий фольклорний альбом. 
У липні 2021 року гурт виступив на фестивалі Newport Folk Festival.
Однойменний альбом гурту Bonny Light Horseman отримав нагороду Libera Awards від American Association of Independent Music як найкращий американський запис 2021 року.
У грудні 2021 року гурт оголосив UNCUT Magazine, що їхній другий альбом вийде у 2022 році. Мітчелл описала новий альбом як "трохи більше американського настрою в цьому альбомі". Новий альбом, Rolling Golden Holy, зустріли такими ж рецензіями, як і дебютний альбом, але журнал American Songwriter зазначив, що цей альбом має трохи більше попсове спрямування.

## Cклад гурту
- Анаїс Мітчелл (Anaïs Mitchell),
- Ерік Д. Джонсон (Eric D. Johnson) — Fruit Bats, The Shins,
- Джош Кауфман (Josh Kaufman) — The National, Hiss Golden Messenger, Josh Ritter.[8][9]

## Дискографія

### Студійні альбоми
| Назва                             | Деталі альбому                                                                                              | Пікові позиції в чартах | Пікові позиції в чартах | Пікові позиції в чартах | Пікові позиції в чартах | Пікові позиції в чартах |
| Назва                             | Деталі альбому                                                                                              | США Продажі             | Шотландія               | Великобританія амер.    | Великобританія DL       | Великобританія Інді     |
| --------------------------------- | --- | ----------------------- | ----------------------- | ----------------------- | ----------------------- | ----------------------- |
| Bonny Light Horseman              | - Випущено: 24 січня 2020 р - Лейбл: 37d03d - Формати: LP, CD, цифрове завантаження, потокове передавання   | 92                      | 59                      | 1                       | 70                      | 18                      |
| Rolling Golden Holy               | - Випущено: 7 жовтня 2022 р. - Лейбл: 37d03d - Формати: LP, CD, цифрове завантаження, потокове передавання  | 83                      | 27                      | 3                       | 34                      | 12                      |
| Keep Me On Your Mind/See You Free | - Випуск: 7 червня 2024 р - Лейбл: Jagjaguwar - Формати: LP, CD, цифрове завантаження, потокове передавання | В очікуванні            | В очікуванні            | В очікуванні            | В очікуванні            | В очікуванні            |

### Сингли
| Назва                                  | Рік  | Альбом                            |
| -------------------------------------- | ---- | --------------------------------- |
| "Bonny Light Horseman"                 | 2019 | Bonny Light Horseman              |
| "Deep in Love"                         | 2019 | Bonny Light Horseman              |
| "Jane Jane"                            | 2019 | Bonny Light Horseman              |
| "The Roving"                           | 2020 | Bonny Light Horseman              |
| "Bright Morning Stars"                 | 2020 | Bonny Light Horseman              |
| "Green Rocky Road / Greenland Fishery" | 2020 | Non-album singles                 |
| "Buzzin' Fly"                          | 2020 | Non-album singles                 |
| "Clementine"                           | 2020 | Non-album singles                 |
| "California"                           | 2022 | Rolling Golden Holy               |
| "Summer Dream"                         | 2022 | Rolling Golden Holy               |
| "Exile"                                | 2022 | Rolling Golden Holy               |
| "Sweetbread"                           | 2022 | Rolling Golden Holy               |
| "Someone to Weep for Me"               | 2022 | Rolling Golden Holy               |
| "Once on Another Day"                  | 2023 | Non-album single                  |
| "When I Was Younger"                   | 2024 | Keep Me On Your Mind/See You Free |
| "I Know You Know"                      | 2024 | Keep Me On Your Mind/See You Free |

## Музичні кліпи
| Рік  | Назва             | Режисер             | Альбом                              |
| ---- | ----------------- | ------------------- | ----------------------------------- |
| 2024 | "I Know You Know" | Kimberly Stuckwisch | Keep Me On Your Mind / See You Free |

## Нагороди та номінації
| Рік  | Нагорода      | Категорія                              | Номінована робота    | Результат | Ref    |
| ---- | ------------- | -------------------------------------- | -------------------- | --------- | ------ |
| 2021 | Libera Awards | Libera Award for Best Americana Record | Bonny Light Horseman | Перемога  | [ 15 ] |
| 2021 | Libera Awards | Best Breakthrough Artist               | Bonny Light Horseman | Номінація | [ 15 ] |
| 2021 | Grammy Awards | Best Folk Album                        | Bonny Light Horseman | Номінація | [ 16 ] |
| 2021 | Grammy Awards | Best American Roots Performance        | "Deep In Love"       | Номінація | [ 16 ] |